# Manuscrito Encontrado em Accra
Manuscrito Encontrado em Accra é um best-seller do escritor brasileiro Paulo Coelho publicado originalmente em 2012.

## Enredo
Em 14 de julho de 1099 enquanto Jerusalém se prepara para a invasão dos cruzados, um grego conhecido como Copta convoca uma reunião com os jovens e velhos, homens e mulheres da cidade. A multidão formada por cristãos, judeus e muçulmanos chega à praça achando que irá ouvir uma preleção sobre como se preparar para o combate, mas não é isso o que Copta tem a lhes dizer. Tudo indica que a derrota é iminente, mas o grego só quer instigar as pessoas a buscarem a sabedoria existente em sua vida cotidiana, forjada a partir dos desafios e dificuldades que têm de enfrentar. O verdadeiro conhecimento, acredita, está nos amores vividos, nas perdas sofridas, nos momentos de crise e de glória e na convivência diária com a inevitabilidade da morte.